# 澳門郵政局

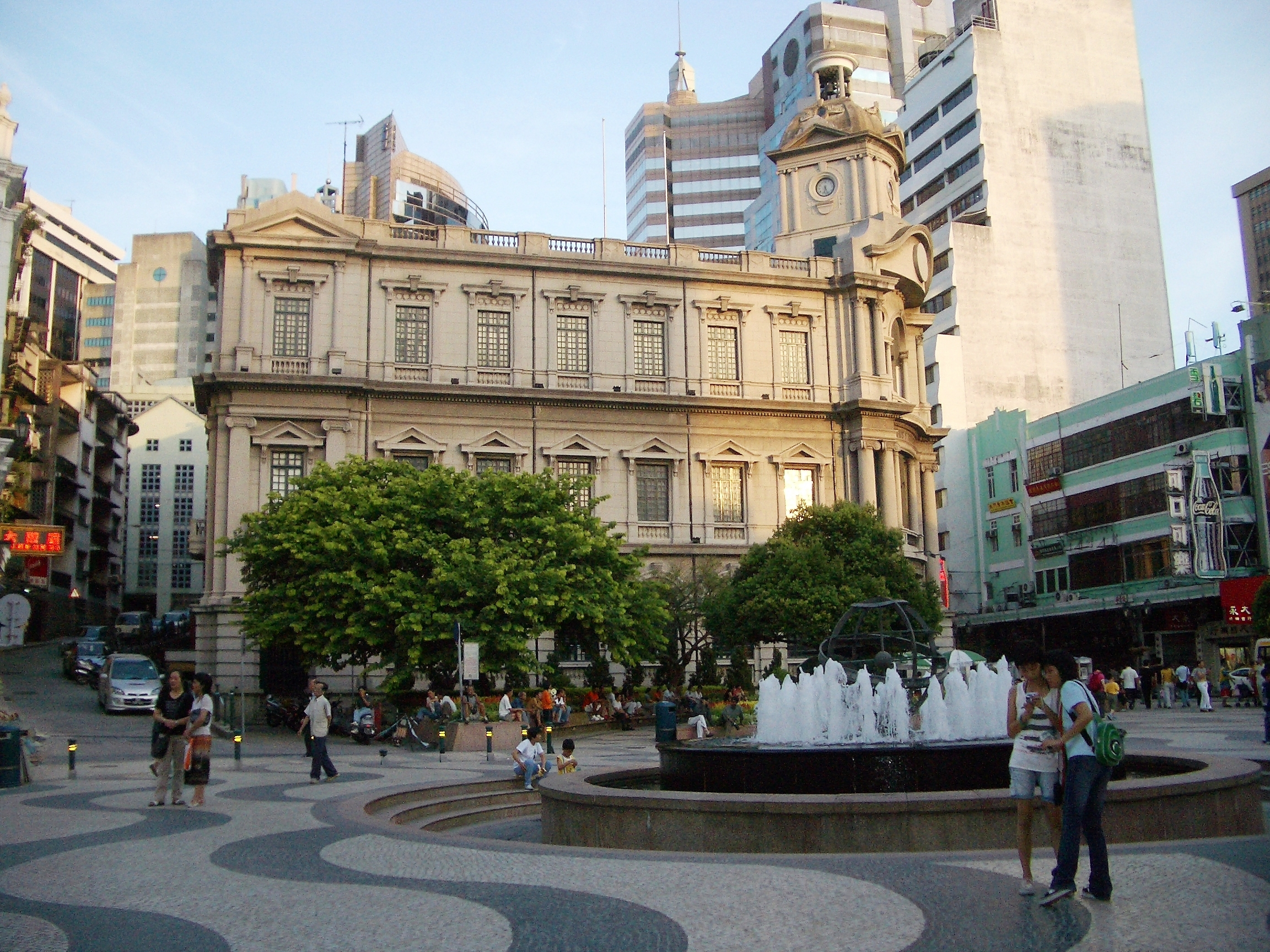
セナド広場に隣接する郵政総局大樓（マカオ中央郵便局）

マカオ郵電局（まかおゆうでんきょく）とは、中華人民共和国マカオ特別行政区において郵便事業と郵便貯金事業を行う公共事業体である。なお、組織はマカオ特別行政区政府運輸工務司（日本の国土交通省に相当）に直属している。

## 歴史
マカオはかつてポルトガルの植民地であった。1869年6月に最初の郵便局が開設された。1878年に万国郵便連合に加盟し1884年3月1日にポルトガル本国政府が澳門郵政庁の設立を認可し加祿と蘇沙を責任者に任命し同日、マカオ専用の郵便切手を発行した。1917年からは郵便貯金事業を開始した。
1927年には電信電話事業を開始し（1981年に独立）、1962年にはマカオ放送局を直接管理するようになるなど（1980年に独立）。 マカオの電信電話と放送事業を全て管轄していた時期もあった。この時期にはマカオ郵電署と称していた。
1999年12月にマカオの行政権が中国に返還され、マカオ郵電局に改組されたが、2000年に組織改組により現在の体制になった。

## マカオ切手
- 前述のように1884年から切手を発行したが、当時のポルトガルのほかの植民地の切手と同様に国名表記以外は図案は同一であったため、切手にはポルトガル語でしか表記されていなかった。これは記念切手も同様であった。
- マカオ独自の図案の切手が発行されたのは1948年にマカオの風景を描いた普通切手シリーズからであり、漢字（中国語）が切手に入ったのは1977年発行の「マカオ立法会成立1周年記念切手」に「澳門立法会」の文字が最初であった。
- ポルトガル統治時代に発行されたマカオ切手は、発行枚数が多くなかったこともあり1980年代前半までのものについては、比較的高価なプレミアがついているものが多い。
- 現在は「中国澳門」と国名表記がされているが、公用語とされているポルトガル語による表記も残されている。
- 1911年にポルトガルで王政廃止になった際に切手が不足した為、臨時の措置として4アボスと10アボス切手に文字を印刷した上で、斜めに裁断し、それぞれ2アボス切手と5アボス切手を2枚ずつとして使用したことがある。またタイプライターで印刷した紙片に局長の署名をして販売した臨時切手も存在する。